# Manuel Fraga Iribarne
Manuel Fraga Iribarne (Vilalba, Lugo, 23 de novembre de 1922 – Madrid, 15 de gener de 2012) fou un polític i diplomàtic espanyol d'extensa carrera durant la dictadura franquista, la transició i l'època democràtica posterior. Home de marcat caràcter tradicionalista ocupà alts càrrecs a la política d'Espanya tant durant l'etapa franquista (ministre del govern d'Espanya) com durant l'etapa democràtica posterior (president de la Xunta i senador) i aconseguí aglutinar entorn el partit que havia creat, Alianza Popular posteriorment reanomenat Partit Popular, tant els sectors franquistes moderats com el centredreta provinent de l'esfondrament de la Unió de Centre Democràtic. Home de clarobscurs negà haver pres part en actes repressius, però quedarà pel record la massacre del 3 de març de Vitòria, que va causar cinc vaguistes morts per trets de la Policia Armada, essent ell ministre de governació.

## Inicis i formació (1922-1961)
Format en dret, política i economia, Fraga va ingressar al cos de lletrats de les Corts el 1945 i va iniciar la carrera de diplomàtic el 1947. Va exercir càrrecs polítics importants a diferents òrgans de l'estat des de 1951.
Catedràtic de Dret Polític des de 1948 (València), va obtenir la plaça de Teoria de l'Estat i Dret Constitucional de la Universitat Complutense de Madrid el 1953. Va conjugar la docència amb els seus càrrecs polítics amb algun breu parèntesi, fins al 1987, any de la seva jubilació com a professor.

## Ministre d'Informació i Turisme (1962-1969)
Des del juliol de 1962, com a ministre d'Informació i Turisme, va promoure el desenvolupament del turisme, sobretot afavorint la imprescindible relaxació de l'estricta moral pública imperant els anys anteriors. D'aquests anys és l'eslògan Spain is different! ('Espanya és diferent!'). Els ingressos pel turisme es van convertir ràpidament en el principal capítol de l'economia nacional i, sumats als diners enviats pel nombrós contingent d'emigrants, van permetre una millora considerable de les condicions de vida de la població. Com a conseqüència indirecta, els nous costums portats pels turistes es van convertir en un factor més d'afebliment del règim, identificat amb un nacionalcatolicisme preconciliar.
Per una altra banda, en tant que ministre d'Informació, va haver d'assumir tasques com la justificació de l'assassinat d'oponents al franquisme. Es va distingir pel zel amb què es va aplicar en el cas del dirigent comunista Julián Grimau, executat, segons la terminologia del règim, el 1963. En un tret distintiu de la seva forta personalitat, mai no ha admès tenir cap obligació de retractar-se per la seva participació en els fets de la dictadura.
Després de l'Accident nuclear de Palomares que va patir el 1966 un bombarder estatunidenc, es va produir un aerosol per la detonació dels explosius convencionals de dues bombes, escampant plutoni i americi, altament radioactius, Fraga es va banyar suposadament a Palomares (Almeria)  en un intent de calmar l'opinió pública i demostrar que no hi havia cap risc.
Aquest mateix any va presentar una Llei de Premsa, coneguda com la Llei Fraga, que, en suprimir la censura prèvia, va tenir l'efecte de permetre una més gran llibertat de premsa, encara que extremadament restringida i sotmesa a autocensura. La insuficiència d'aquesta llei significà, per exemple, el segrest del diari ABC el 1966 i, dos anys més tard del del diari Madrid, que va acabar amb la voladura del seu edifici el 1971.

## Fi del règim franquista i Transició (1969-1982)
El 1969, any de l'estat d'excepció que es va produir a conseqüència del procés de Burgos, va cessar com a ministre, en el transcurs de la crisi de govern produïda pel cas Matesa, en la que liderava el sector blau (falangistes) que anava quedant arraconat en favor dels sectors pròxims a l'Opus Dei encapçalats per Luis Carrero Blanco. El 1973 va ser nomenat ambaixador al Regne Unit, càrrec que va exercir fins a la mort de Franco. Ans al contrari d'altres dictadures, a l'Estat Espanyol, mai no va haver-hi una veritable desfranquització i quasi la totalitat dels alts responsables del règim dictatorial van poder continuar impertorbats la seva carrera sota la jove democràcia.
El 1975 va ser nomenat vicepresident i ministre de Governació (càrrec equivalent a l'actual ministre d'Interior) del govern de Carlos Arias Navarro, primer del règim franquista després de la mort del dictador. Poc després, el 1976, va pronunciar la frase «La calle es mía», després d'un incident en què van morir diverses persones pels trets de les forces de seguretat durant el desallotjament d'una concentració a la catedral de Vitòria.
En les eleccions generals espanyoles de 1977 es va presentar amb l'eslògan "Vota Fraga. Fraga conviene" El fracàs del govern d'Arias Navarro va dur al nomenament d'Adolfo Suárez com a nou president. Aquest va aconseguir aglutinar elements molt heterogenis, des de membres del règim de Franco partidaris d'una reforma profunda, fins a centristes que havien gaudit d'una relativa tolerància, al partit que va batejar Unión de Centro Democrático (UCD).
Fou un dels ponents de la Constitució Espanyola de 1978, junt amb els diputats Gabriel Cisneros (UCD), Miguel Herrero y Rodríguez de Miñón (UCD), Gregorio Peces-Barba (PSOE), José Pedro Pérez Llorca (UCD), Miquel Roca i Junyent (Pacte Democràtic per Catalunya), i Jordi Solé Tura (PCE). Aquestes set personalitats són conegudes popularment amb el nom de Pares de la Constitució.

## Cap de l'oposició (1982-1987)
Fraga, que no trobava el seu encaix a la UCD, va fundar el partit conservador Alianza Popular (AP), que més tard es va anomenar Partido Popular (PP). El partit, que inicialment incloïa sobretot a polítics actius durant el règim de Franco, no va tenir gaire acceptació els primers anys d'existència, però va guanyar popularitat quan la Unió de Centre Democràtic (UCD), partit de centredreta que va guanyar les dues primeres eleccions democràtiques, es va desfer i molts dels seus membres van afiliar-se a AP. Alianza Popular, formant la Coalició Popular amb el Partido Demócrata Popular i el Partit Liberal, ambdues formacions procedents de la UCD, va obtindre un 26% dels vots a les eleccions de 1982 i de 1986, el que va convertir a Fraga en cap de l'oposició. Va ser elegit diputat per AP en les eleccions de 1977, 1979, 1982 i 1986.

## President de Galícia (1987-2005)
El 1987, Fraga va cedir la presidència del PP a José María Aznar i va tornar a la seva terra natal, Galícia. Va guanyar les eleccions al Parlament de Galícia de 1989, passant a ser president de la Xunta de Galicia, càrrec que va mantenir fins a l'any 2005; escollit al congrés del Partit Popular de Galícia com a candidat del partit a les eleccions autonòmiques d'aquell any, va perdre la majoria absoluta per escàs marge.
Com a conseqüència del naufragi del petroler Prestige a prop de les costes gallegues a finals del 2002, Fraga va ser molt criticat per la seva actuació a la crisi, encara que pocs mesos després, el Partido Popular de Galicia guanyava les eleccions municipals a bona part de les poblacions costaneres que van ser afectades per la marea negra.
En les eleccions al Parlament de Galícia de 2005 no va obtenir la majoria absoluta. L'aliança entre el Partit Socialista de Galícia (PSdG) i el BNG va fer fora de la presidència de la Xunta de Galicia al PP després de 16 anys al poder, i va deixar la presidència del partit, sent succeït per Alberto Núñez Feijóo.

## Des de 2005

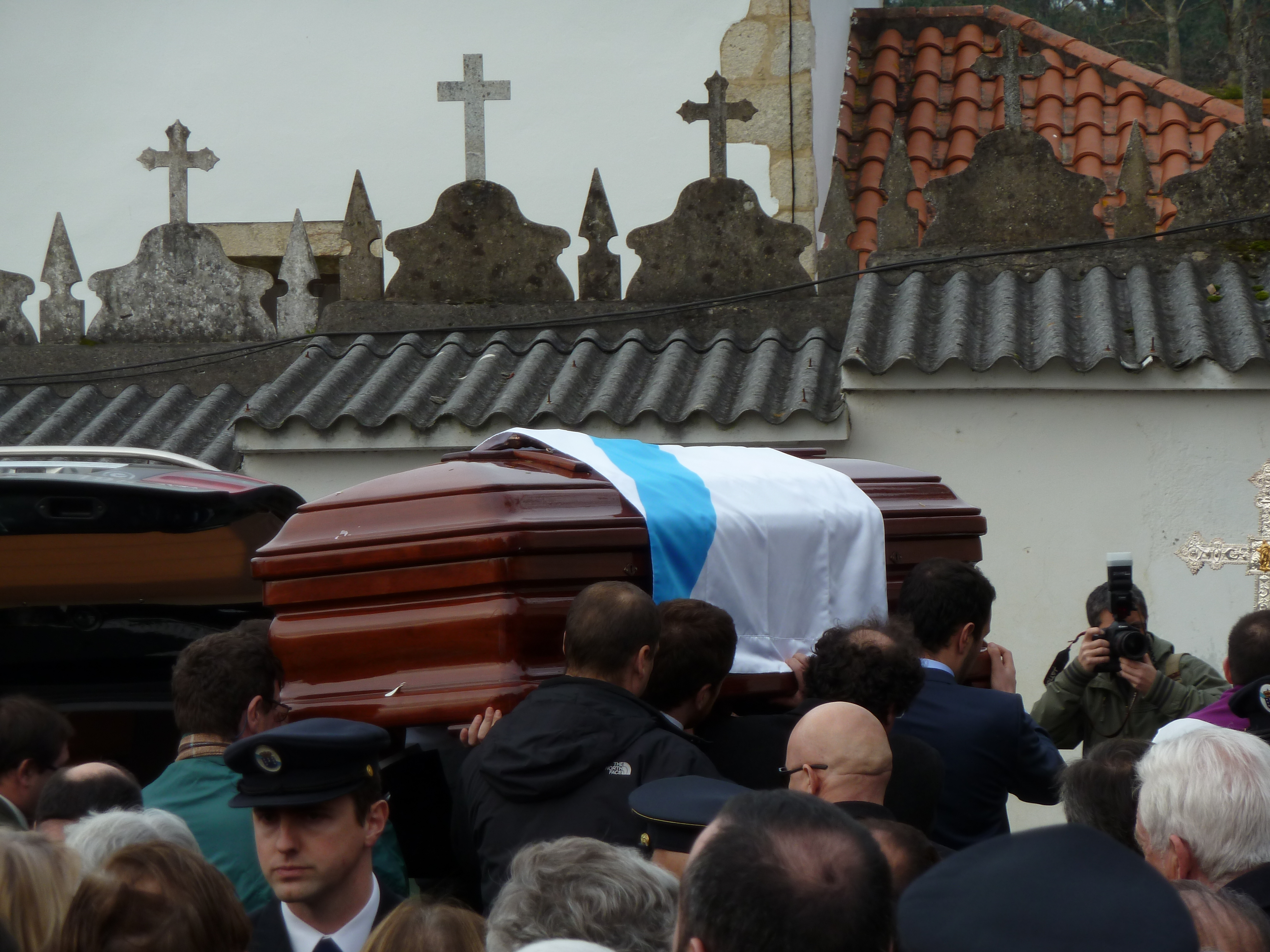
Trasllat del fèretre amb les despulles de l'anterior president de la Xunta.

Manuel Fraga Iribarne ocupà el lloc de senador del PP en representació de Galícia. El 2 de setembre de 2011 finalment anuncià la seva retirada de la política. Fraga va morir als 89 anys el 15 de gener de 2012 al seu domicili de Madrid, després d'una llarga malaltia. El dia 17 rebé sepultura al cementiri de Perbes, al municipi de Miño (La Corunya) on també hi havia les despulles de la seva esposa. La multitudinària comitiva de l'enterrament fou escoltada per un cos de gaiters